# Nielsine Zehngraf
Nielsine Zehngraf, nata Brahl (Randers, 3 dicembre 1848 – Randers, 12 giugno 1932), è stata una fotografa danese che gestì nella città natale lo studio fotografico fondato dal marito, il Gebh. Zehngrafs Fotografiske Atelier.

## Biografia
Figlia del falegname Andreas Brahl e della domestica Bodil Nielsen, Nielsine aveva anche una sorella, Inger Marie. Probabilmente abile nella fotografia sin dal 1865, il 23 maggio 1871 sposò il fotografo Gebhard Zehngraf (Svendborg, 11 ottobre 1847 - Aalborg, 18 giugno 1873), con il quale iniziò a lavorare e dal quale ebbe un figlio, Christian Antoni, nato il 21 agosto 1871.
Gebhard, primogenito del pittore e fotografo Christian Antoni Zehngraf (1816-1880) e di Rebekka Lemos (o Rebecca de Lemos) (1820-1886), e fratello del miniatore Johannes, lavorava come fotografo a Roskilde, e nel 1870 si spostò a Randers, dove aprì il Gebh. Zehngrafs Fotografiske Atelier. Morì a causa di un avvelenamento accidentale da cianuro di potassio il 18 giugno 1873 ad Aalborg, dove si era recato per fare ritratti di contadini e cittadini locali, e la sua attività fu ereditata dalla moglie.
Nielsine proseguì l'attività del marito, realizzando alcune delle sue attività più interessanti dal punto di vista storiografico (oltre alla ritrattistica), come la serie di 56 fotografie delle case a graticcio di Randers, pubblicato in un opuscolo edito nel 1895; alcune di queste opere sono sopravvissute e vengono citate come elemento di folklore e turismo. Nel 1883, assieme a Frederikke Federspiel, fu tra le prime donne ad essere ammessa nell'Associazione dei Fotografi danesi. Nel censimento del 1890, suo figlio Christian Antoni era elencato come assistente della fotografa.
Un suo lavoro degno di nota è la prima foto conosciuta scattata alla donna di Auning, un reperto archeologico dello scheletro di una donna (uccisa circa 2 000 anni fa quale probabile sacrificio umano), ritrovato in una palude dello Jutland orientale e custodito al Museum Østjylland di Randers.
Un altro lavoro che Nielsine realizzò con il figlio negli anni tra il 1901 e il 1906, che assume un rilievo importante sul piano storico e architettonico, sono le foto panoramiche che i due effettuarono che mostrano le vie e le piazze cittadine com'erano in quegli anni: tra gli edifici fotografati vi erano la vecchia dogana, il padiglione della legna, il porticciolo e molte altre vedute. Le fotografie di Zehngraf costituiscono un prezioso materiale per conoscere lo sviluppo della città dalla metà dell'Ottocento agli inizi del Novecento.
Successivamente, il figlio operò dal 1905 al 1908 in uno studio a Hobro, che vendette poco prima della morte, il 5 novembre 1908.
Nielsine continuò invece l'attività al Gebh. Zehngrafs Fotografiske Atelier fino al 1912, quando vendette lo studio a Margrethe Brandi, la quale continuò a farsi pubblicità come successore di Zehngraf.

## Influenza culturale
Nel 1984, il Randers Local History Archive promosse una mostra sull'atelier, con relativo catalogo e con le notizie sulla famiglia.
Il volume I skyggen: de første kvindelige fotografer (Nell'ombra: le prime fotografe) di Hanne Schaumburg Sørensen, edito nel 2021 e dedicato alla fotografia al femminile in Danimarca tra il 1850 e il 1920, espone tra le altre cose anche l'opera di Nielsine Zehngraf ed evidenzia l'abilità della donna nel maneggiare le fotocamere panoramiche, nell'ambito della fotografia femminile danese a partire dal 1870.
Assieme allo pubblicazione del volume, il Museum Østjyllands di Randers, di cui Hanne Schaumburg Sørensen è curatrice, ha allestito la mostra I skyggen (Nell'ombra) che, assieme ad altre tematiche, racconta anche il lavoro di Nielsine Zehngraf a Randers nello studio di famiglia.
Nel novembre 2024, con una mostra dal titolo "XRANDERS: Entaglement" (Intreccio), l'artista e filmmaker danese Ida Kvetny ha realizzato un'opera multimediale con la quale ha raccolto l'eredità delle donne pioniere, tra cui - oltre a Nielsine Zehngraf - la docente Charlotte la Cour, la trapezista Norma Fox e la canoista Karen Hoff.